# Resident Evil Code: Veronica
Resident Evil Code: Veronica (с англ. — «Обитель зла. Код: Вероника», в Японии — «Biohazard Code: Veronica») — видеоигра в жанре survival horror, четвёртая игра основной серии Resident Evil. Сюжет проходит спустя 3 месяца после уничтожения города Раккун-Сити в Resident Evil 3: Nemesis (1999), напрямую продолжая истории Клэр Редфилд, Криса Редфилда и Альберта Вескера после событий игр Resident Evil 2 (1998) и Resident Evil (1996) соответственно.
Также Resident Evil Code: Veronica является первой игрой серии, созданной для шестого поколения игровых приставок и первой частью основной серии, которая была создана полностью в трёхмерной графике.
Впервые игра вышла в 2000 году для Dreamcast. Расширенная версия под названием Resident Evil Code: Veronica X, содержащая графические улучшения и дополнительные сюжетные катсцены, была выпущена в 2001 году для Dreamcast и PlayStation 2, а также в 2003 и 2004 годах для Nintendo GameCube. Для PlayStation 3 и Xbox 360 Resident Evil Code: Veronica X вышла в 2011 году в виде HD-издания.
Помимо прочего, события Resident Evil Code: Veronica были пересказаны в игре Resident Evil: The Darkside Chronicles (2009), послужив основой для одной из её глав.

## Игровой процесс
Code: Veronica стала первой в основной серии игр Resident Evil, в которой задние планы стали трёхмерными. Камера не показывала игрока со всех сторон, но перемещалась под определённым углом. Два вида оружия имеют прицеливание из глаз персонажа, а после прохождения основного сценария, открывается режим (Battle Game), где камера от первого лица.
Игровой процесс мало чем отличается от Resident Evil 3: Nemesis (которая разрабатывалась одновременно с Code: Veronica); присутствуют фишки вроде взрывающихся бочек с горючим и разворот на 180 градусов, но нет возможности уклоняться от врагов. Имеются дополнительные подсумки для увеличения числа переносимых предметов, имеется возможность модернизировать оружие и появляются его новые виды, — например, арбалет с возможностью выпускать взрывающиеся стрелы. В этой части игры существует уникальная возможность одновременно стрелять с обеих рук в две разные цели. В игре появилась возможность продолжить игру, если игрок погибал, а также использовать найденную траву или спрей немедленно, если его инвентарь при этом был полон.
В Code: Veronica два главных персонажа: Клэр Редфилд и её брат Крис. У игрока нет возможности начать игру любым персонажем: первую часть игры игрок проходит за Клэр, а затем за Криса. Все предметы, оставленные Клэр в ящике хранения, доступны Крису. Также небольшую локацию предстоит пройти, управляя Стивом Бёрнсайдом.
Как и в предыдущих частях Resident Evil, после прохождения основного сценария, играющему становятся доступны скрытые режимы игры. Это Battle Game режим, в котором игроку предстоит зачистить набор локаций от начала до конца, а в конце сразится с боссом, набор локаций зависит от выбранного персонажа. Управлять можно Крисом или Клэр в обычном и секретных костюмах, а по мере прохождения, — Стивом и Вескером, открываемых с помощью сюжетной игры и прохождением режима Battle Game. В данном случае, Стива можно открыть, положив в сюжетной игре золотой люгер в инвентарь (за Криса), а чтобы открыть Вескера, нужно пройти режим Battle Game за Криса.

## Сюжет
Вступительный ролик показывает, как Клэр Редфилд проникает в здание корпорации Umbrella, расположенное в Париже, где её захватывают в плен и отвозят на военную базу на затерянный в океане остров Рокфорт.
27 декабря 1998 года. Совсем скоро после прибытия, охранник тюремного блока по имени Родриго Хуан Раваль открывает дверь в камеру Клэр и говорит, что она свободна, потому что на острове произошло массовое заражение людей Т-вирусом и теперь она уже всё равно вряд ли выживет. Большая часть военных успела покинуть остров, и теперь выживших и не заражённых людей на острове нет.
Пытаясь найти способ убраться с острова, Клэр объединяется с другим бывшим заключённым — молодым человеком по имени Стив Бёрнсайд. Главным противником для них становится аристократ Альфред Эшфорд, полноправный владелец базы Umbrella в Антарктике и Рокфорте. Этот не вполне нормальный человек доставит Клэр массу неприятностей. Другой злодей, известный по предыдущим частям Resident Evil — Альберт Вескер, виновный в распространении T-вируса на острове, задался целью заполучить образец уникального вируса T-Вероника, который создала сестра-близнец Альфреда Эшфорда Алексия.
Клэр и Стив находят самолёт и, преодолев массу трудностей, улетают. Однако Альфред дистанционно активирует автопилот, и самолёт берёт курс к берегам Антарктики, на другую базу корпорации. Туда же направляется и сам Альфред. На новой базе в криокапсуле содержится его сестра-близнец Алексия, в тело которой 15 лет назад был введён вирус Т-Вероника.
Битва на полузамёрзшей полярной станции тяжело ранит Альфреда, и герои ускользают на вездеходе. Альфред наблюдает пробуждение сестры — это становится последним, что он видел в своей жизни. Алексия немедленно демонстрирует свою мощь и превосходство: вездеход настигают гигантские щупальца и это не позволяет героям бежать.
На время, события вновь переносятся на остров Рокфорт. Получив от Клэр просьбу о помощи через Леона, Крис прибывает на остров. От охранника Раваля он узнаёт, что его сестра давно покинула остров. Крис встречается с Вескером, который давно хотел покончить с Крисом. Вескер имеет ряд суперспособностей — сверхчеловеческая скорость (он может двигаться так быстро, что человеческому взгляду видно лишь мелькание его тела), сверхловкость (он без труда уворачивается от пуль), которые ему придаёт наличие в его теле вируса, однако тут, смеясь, на экране появляется могущественная Алексия — и Вескер предпочитает сбежать.
Последним на антарктическую базу прибывает Крис, и там он наконец находит Клэр, которая была схвачена Алексией. После освобождения она начинает поиски пропавшего Стива. Когда же она его находит, то оказывается, что над ним был проведён печальный эксперимент — Алексия ввела ему Т-Веронику. Стив превращается в страшного монстра и пытается убить Клэр. В это время к Клэр опять подбираются щупальца Алексии, но Стив, защищая Клэр, погибает, сражённый Алексией.
Другая драма происходит в это же время в другом месте, где Крис и Вескер встречаются с Алексией. Вескер предпочитает сбежать, оставляя Криса сражаться против Алексии. Одержав временную победу, Крис активирует систему самоуничтожения, чтобы открылись все двери и Клэр освободилась из тюремной камеры, в которой содержался Стив. Тут он окончательно уничтожает Алексию.
Крис бежит к аварийному лифту и видит промелькнувшую тень Вескера, который завладел образцом Т-Вероники. Клэр ждёт своего брата в самолёте, пока он сражается с Вескером. Вескер одолевает Криса, но затем их разделяет взрыв, и Вескер удаляется, отложив выяснение отношений с Крисом на другой раз. Крис и Клэр покидают базу перед взрывом. Крис даёт клятву уничтожить корпорацию «Umbrella» раз и навсегда.

## Оценки
| Сводный рейтинг    | Сводный рейтинг | Сводный рейтинг | Сводный рейтинг | Сводный рейтинг | Сводный рейтинг |
| Издание            | Оценка          | Оценка          | Оценка          | Оценка          | Оценка          |
| Издание            | Dreamcast       | GC              | PS2             | PS3             | Xbox 360        |
| ------------------ | --------------- | --------------- | --------------- | --------------- | --------------- |
| GameRankings       | 93,79 %         | 64,32 %         | 82,39 %         | 63,38 %         | 69,89 %         |
| Иноязычные издания |                 |                 |                 |                 |                 |
| Издание            | Оценка          | Оценка          | Оценка          | Оценка          | Оценка          |
| Издание            | Dreamcast       | GC              | PS2             | PS3             | Xbox 360        |
| GamePro            | 4,5/5           | N/A             | 4,5/5           | N/A             | N/A             |
| GameSpot           | 9,5/10          | 6,9/10          | 9,0/10          | N/A             | N/A             |
| GameSpy            | N/A             | 2/5             | N/A             | N/A             | N/A             |
| IGN                | 9,2/10          | 5,0/10          | 6,5/10          | N/A             | N/A             |

## Ремейк
В октябре 2022 года продюсер студии Capcom, Ёсиаки Хирабаяси, сообщил, что разработка ремейка пока не планируется, не исключив возможности её начала в будущем. В декабре того же года студия запретила разработку фанатского ремейка, который к тому моменту уже имел демоверсию и готовился к выпуску в ранний доступ. В июле 2023 года компания ответила акционерам, что обсуждает расширение ремейков серии Resident Evil для охвата большей аудитории.